# میخایلوفسکویه (سرزمین آلتای)
میخایلوفسکویه (به لاتین: Mikhaylovskoye) یک روستا در روسیه است.